# Претплатник
Претплатник је особа која неку услугу или робу плаћа унапред.

## Претплата на књигу
Да би издавач будуће књиге сазнао колико има сигурно заинтересованих купаца он у средствима информисања објављује „позив на претплату“. Будући купци књиге се пријављују, редовно добијају књигу по нижој цени. На тај начин издавач штампа одређен број књига за сигурно тржиште а истовремено и има одмах, финансирање трошкова штампе.
У доба Вука Караџића овај механизам је већ био развијен у Србији с тим што се тада за претплатника користио термин "Пренумерант" или предбројник.

## Телефонски претплатник
Телефонски рачун се састоји од два дела: Претплате и цене утрошених телефонских импулса. Део који се зове претплата се сматра да се даје унапред за трошкове одржавања телефонске мреже и зато се корисници фиксних телефона називају претплатницима.
У мобилној телефонији "припејд" корисници за заправо претплатници док "постпејд" нису јер утрошени телефонски саобраћај плаћају касније.

## ТВ претплата
По истом резону и овде се сматра да се претплата тј. рачун уплаћује за услуге у наредном (обично текућем) месецу.